# Acenaftylen

Strukturformel.

Acenaftylen är ett polycykliskt aromatiskt kolväte bestående av naftalen med en alkenbrygga mellan 1- och 8-positionerna. Vid rumstemperatur är den ett gult pulver med en smältpunkt på 92 °C. Den är en beståndsdel i stenkolstjära. Reduktion av alkenen ger det närbesläktade derivatet acenaften. Till skillnad från de flesta andra polycykliska aromatiska kolväten, ger den inte upphov till någon fluorescens.